# Heliocarpus appendiculatus
Heliocarpus appendiculatus là một loài thực vật có hoa trong họ Cẩm quỳ. Loài này được Turcz. mô tả khoa học đầu tiên năm 1858.